# Тропски музеј
Tropenmuseum је антрополошки музеј у Амстердаму. Основан је 1864. године и један је од највећих градских музеја. Његова понуда укључује осам сталних поставки обогаћених повременим изложбама, укључујући и изложбе модерне и традиционалне визуелних уметности као и фотографске радове.
Tropenmuseum је под управом Royal Tropical Institute. Током 2009. године, музеј је посетило 176.000 људи.